# Vakuumerwartungswert
Als Vakuumerwartungswert {\displaystyle \langle O\rangle } wird in der Quantenfeldtheorie der Erwartungswert eines Operators im Zustand der niedrigsten Energie eines Systems, seinem Grund- oder Vakuumzustand, bezeichnet.
Ist {\displaystyle |\Omega \rangle } das Quantenvakuum und {\displaystyle O} ein Operator, dann ist der Vakuumerwartungswert des Operators definiert als:
{\displaystyle \langle O\rangle =\langle \Omega |O|\Omega \rangle }
Von besonderer Bedeutung sind die Vakuumerwartungswerte von Feldoperatoren oder von Produkten mehrerer davon. Im Regelfall ist der Vakuumerwartungswert eines einzelnen Feldoperators Null (gleichbedeutend zur Aussage, im Quantenvakuum existiere kein Feld), doch im Fall spontaner Symmetriebrechung nimmt der Vakuumerwartungswert einen von Null verschiedenen Wert an.
Der bedeutendste Fall einer solchen spontanen Symmetriebrechung stellt der Higgs-Mechanismus dar; der Vakuumerwartungswert des Higgs-Feldes {\displaystyle \phi } ist
{\displaystyle \langle \phi \rangle ={\frac {v}{\sqrt {2}}}={\frac {246\,{\text{GeV}}}{\sqrt {2}}}}.
Die Wurzel aus zwei im Nenner ist dabei Konvention, teilweise wird auch {\displaystyle v} als Vakuumerwartungswert bezeichnet. {\displaystyle {\text{GeV}}} steht für Giga-Elektronenvolt.
Der Vakuumerwartungswert eines zeitgeordneten Produkts aus Feldoperatoren kann mithilfe des Wick-Theorems auf eine Summe über Vakuumerwartungswerte eines Produkts von zwei Feldoperatoren reduziert werden. 